# Tetraena bucharica
Tetraena bucharica är en pockenholtsväxtart som först beskrevs av Boris Fedtjenko, och fick sitt nu gällande namn av Beier & Thulin. Tetraena bucharica ingår i släktet Tetraena och familjen pockenholtsväxter. Inga underarter finns listade i Catalogue of Life.